# Proteorodopsina

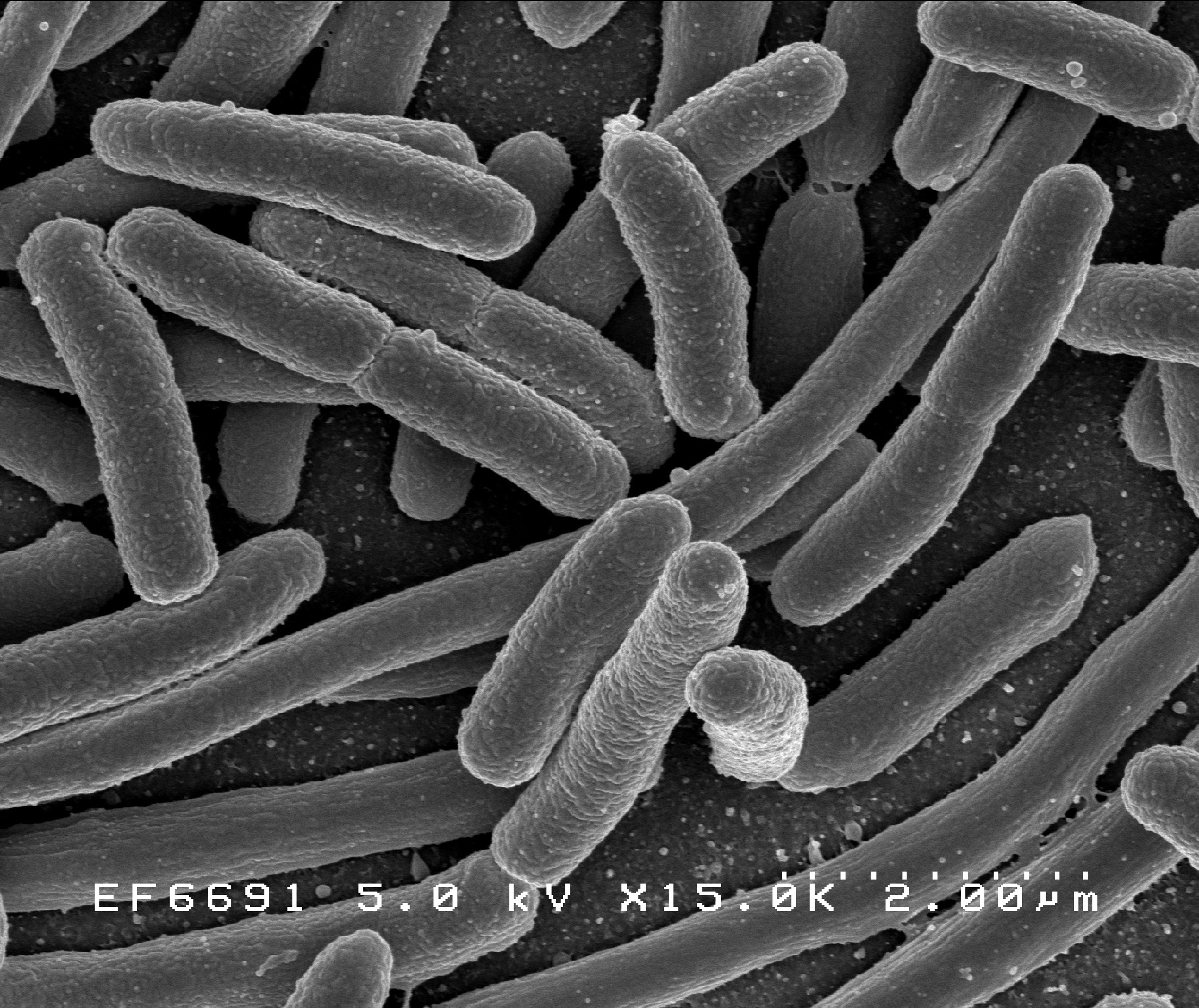
Escherichia coli pertany al grup dels bacteris amb proteorodopsina i amb enginyeria genètica pot actuar com a bomba de protons i ser també fotoreceptora

La Proteorodopsina és una proteïna fotoactiva que fa servir una forma determinada de vitamina A com a cromòfor per a la recepció de la llum. La proteorodopsina es troba en els bacteris que formen part del plàncton marí. Gràcies a aquest fotoreceptor els bacteris dels oceans poden recollir energia solar per a poder créixer i no és només el fitoplàncton l'únic capaç de fer-ho. S'ha de tenir en compte el fet que en un litre d'aigua de mar hi ha prop de mil milions de bacteris. La proteorodopsina va ser descoberta l'any 2000 en mostres d'aigua de l'oceà Pacífic.
Igual que el pigment conegut amb anterioritat anomenat bacteriorodopsina la proteorodopsina és una proteïna transmembranal unida a una molècula retinal i funciona com una bomba de protons accionada per la llum. Les diverses proteorodopsines tenen diversos espectres d'absorció.
Gens de variants de la proteorodopsina han estat identificats en mostres preses del Mediterrani, el Mar Roig, Mar dels Sargassos i el Mar del Japó.